# Anisomeles
Anisomeles es un género  de plantas con flores perteneciente a la familia Lamiaceae. Es originario del Océano Índico y regiones tropicales y subtropicales de Asia hasta Australia. Comprende 20 especies descritas y de estas, solo 5 aceptadas.

## Descripción
Son plantas robustas, aromáticas, herbáceas o perennes arbustivas. Las hojas no están divididas, tienen un indumento de pelos eglandulares, crenado a dentado, largo pecioladas. Inflorescencia de muchas flores poco pedunculadas en verticilastros, la más baja  en las axilas de las hojas superiores. Cáliz no bilabiado, ovoide-tubular,  ± 5 dientes iguales. Los frutos son núculas brillante con el ápice redondeado.

## Taxonomía
El género fue descrito por Robert Brown y publicado en Prodromus Florae Novae Hollandiae 503. 1810. La especie tipo no ha sido designada. 

## Especies aceptadas
A continuación se brinda un listado de las especies del género Anisomeles aceptadas hasta septiembre de 2014, ordenadas alfabéticamente. Para cada una se indica el nombre binomial seguido del autor, abreviado según las convenciones y usos.	
- Anisomeles candicans Benth.
- Anisomeles heyneana Benth.
- Anisomeles indica (L.) Kuntze
- Anisomeles malabarica (L.) R.Br. ex Sims
- Anisomeles salviifolia R.Br.